# Biserica de lemn din Șcheia

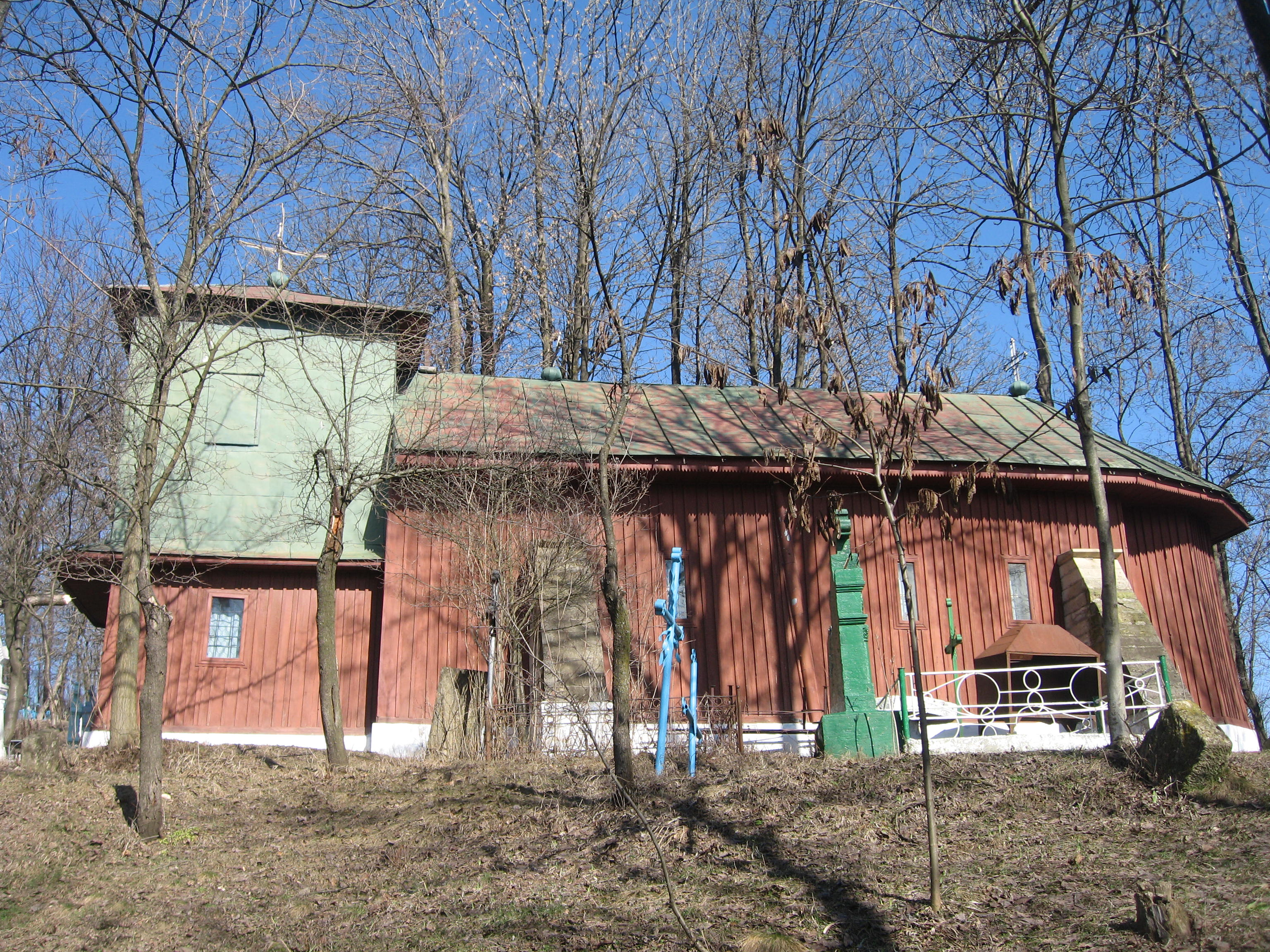
Biserica de lemn din Şcheia.

Biserica de lemn „Sfântul Gheorghe” este o biserică ortodoxă din satul Șcheia, din comuna omonimă (aflată în județul Iași, la o distanță de aproximativ 35 km de municipiul Iași). Biserica a fost construit în secolul al XVII-lea și se află localizată în cimitirul satului, aflat pe un deal acoperit de pomi fructiferi. 
Biserica de lemn din Șcheia a fost inclusă pe Lista monumentelor istorice din județul Iași din anul 2015, având codul de clasificare cod LMI IS-II-m-B-04254. 

## Istoric
Prima atestare documentară a satului Șcheia provine dintr-un hrisov al domnitorului Vasile Lupu din 22 iulie 1664. Denumirea satului provine de la numele lui Șcheianu, un slujbaș al domnitorului, care locuia prin aceste părți.  La anul 1700, Antioh Cantemir (1695-1700, 1705-1707) întărește într-un hrisov hotărnicia obștii Șcheia de Vaslui. În vechime, satul Șcheia a făcut parte din Ținutul Vaslui, iar apoi din județul Vaslui. 
Biserica de lemn din Șcheia a fost construită în secolul al XVII-lea (în jurul anului 1650), în timpul domniei lui Vasile Lupu (1632-1653). Vechimea bisericii este recunoscută de istoricul Nicolae Iorga (1871-1940), care descrie astfel satul Șcheia: "În sus, drumul apucă spre Șcheia, sat bine întemeiat pe culmea unui deal săpat în gropi de către aceia care altă dată vor fi căutat piatră pe aici (...) De cealaltă parte a satului, pe culme, Vasile Lupu, pribeag în aceste părți, de frica tătarilor, a durat într-o vară o biserică de lemn pentru ascunzătoarea sa. Ea nu-și are părechea aiurea. Clădită întocmai după chipul bisericilor de piatră, are și cadrul fereștrilor și cuibul de împrejmuire făcute dintr-un lemn tare de stejar care ține de două sute cinzeci de ani. Pomelnicul începe și astăzi cu numele lui Vasile Voievod". 
Lăcașul de cult a fost reparat de mai multe ori în decursul timpului. La reparația din 1934 au fost repictate probabil icoanele din catapeteasmă. 
Biserica dispune de valoroase cărți vechi datând din secolele al XVIII-lea și al XIX-lea, scrise în limba slavonă și în limba română cu caractere chirilice. Sunt de menționat printre acestea o Evanghelie din 1835, 12 Minee lunare din 1845 etc. De asemenea, mai sunt aici și icoane vechi (printre care și icoana "Maica Domnului cu Pruncul Iisus" din sec. al XIX-lea), o cruce din lemn îmbrăcată în argint în 1851, precum și un clopot cu inscripția „Ghenar 27... Nastas Negre baș ceauș zavod Nijninovgorod”.  
În jurul bisericii există un cimitir vechi, în care se află pietre funerare din secolul al XIX-lea, sculptate cu motive florale, zoomorfe, cosmice și biblice care au fost preluate de meșterii populari ai locului și sunt folosite și astăzi: rozete, flori, struguri, păsări, soarele și luna, Miorița, Adam și Eva etc. Unele dintre pietre au inscripții cu caractere chirilice.
În curtea bisericii, a fost construită o Casă Socială (de prăznuire).

## Arhitectura bisericii
Biserica de lemn din Șcheia este construită din bârne masive de stejar și de brad, cioplite și îmbinate direct. În secolul al XX-lea, pereții exteriori de lemn au fost placați cu scândură finisată de culoare cărămizie. Lăcașul de cult este așezat pe o temelie din piatră. Inițial acoperită cu șindrilă (draniță), biserica are astăzi învelitoare din tablă.
Construcția are formă de navă, cu altar poligonal. De clădirea bisericii este adosată pe latura de vest o clopotniță, pe sub care se află pridvorul de acces. În interior, ea este compartimentată în 4 încăperi: pridvor, pronaos, naos și altar. Pridvorul de lemn de pe latura de sud a fost adăugat ulterior. Tavanul bisericii este prevăzut în interior cu trei cupole din lemn de stejar și brad, cu baza octogonală.
Pereții interiori ai bisericii sunt zugrăviți cu stele de culoare galbenă. Catapeteasma bisericii este donată de Vasile Lupu și datează din anul ctitoriei, numele meșterului fiind necunoscut. Ea este confecționată din lemn de stejar sculptat. Icoanele sfinților sunt pictate în stil neobizantin, acestea fiind restaurate în decursul timpului, observându-se suprapuneri de culori, mai ales la ramele icoanelor.
Ca elemente decorative, este întâlnit aici un brâu de frânghie împletită, precum și chenare la ferestre și în jurul ușii de intrare. 

## Imagini

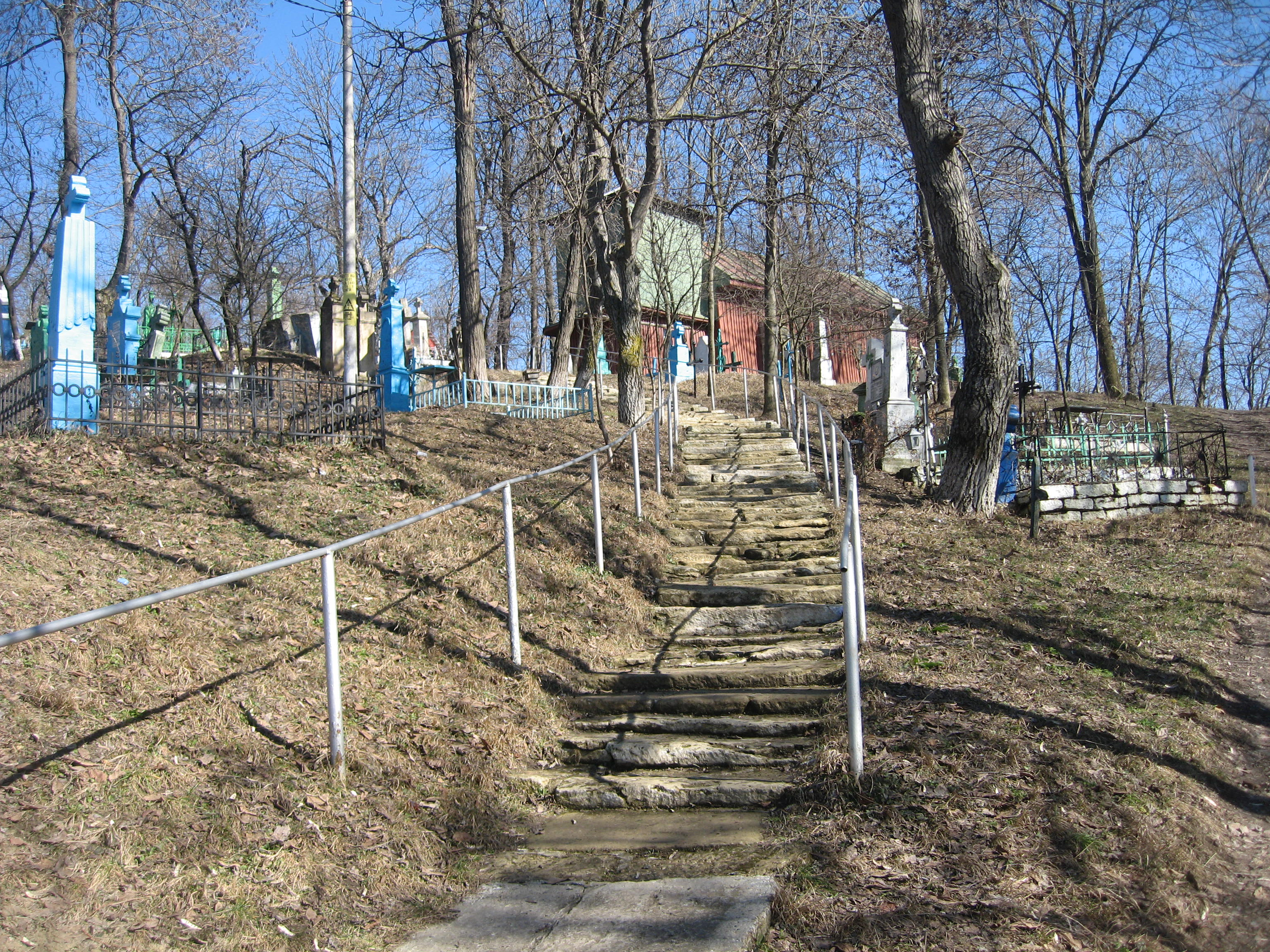
Biserica văzută dinspre intrarea în cimitir
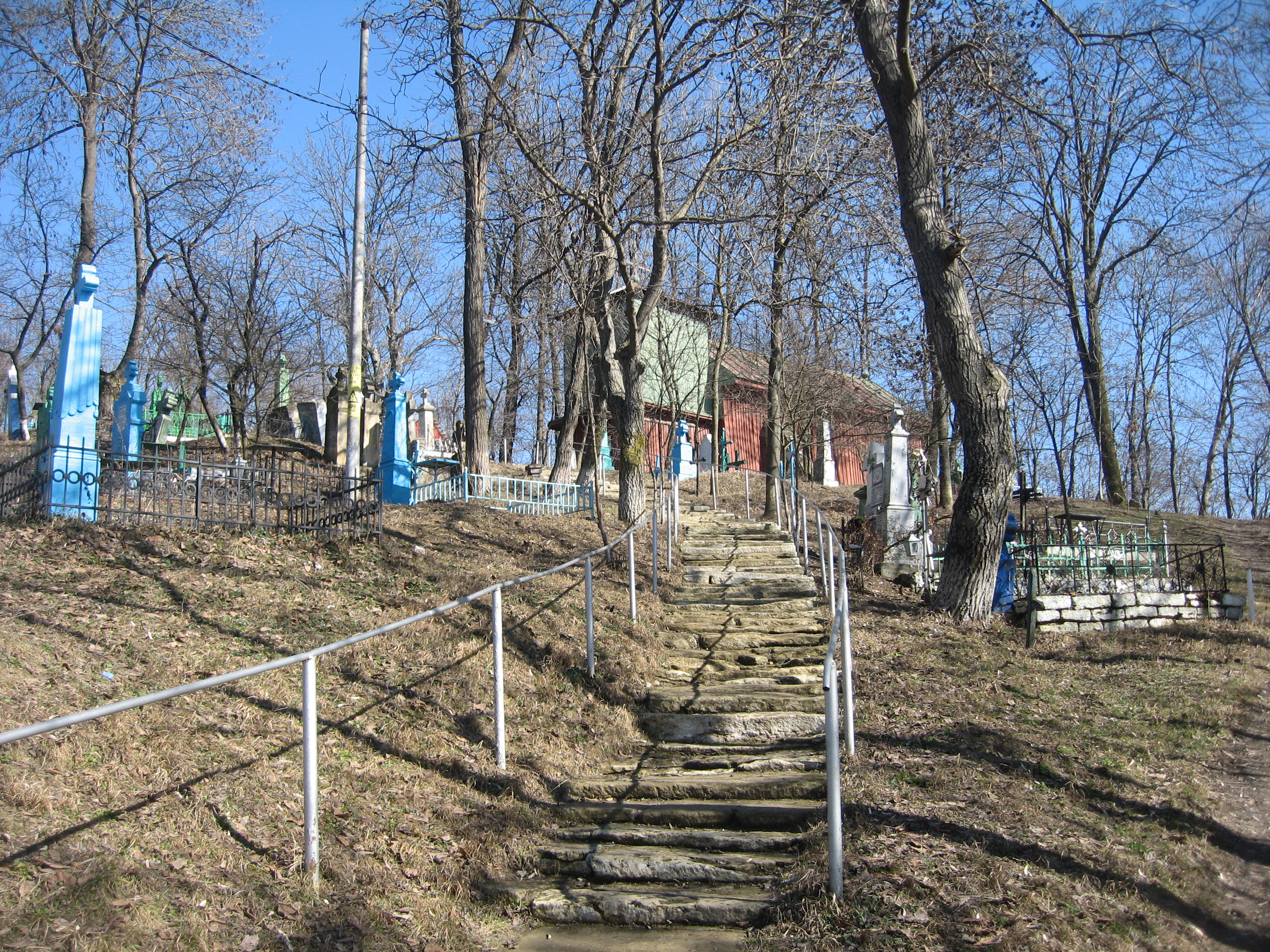
Biserica văzută dinspre intrarea în cimitir
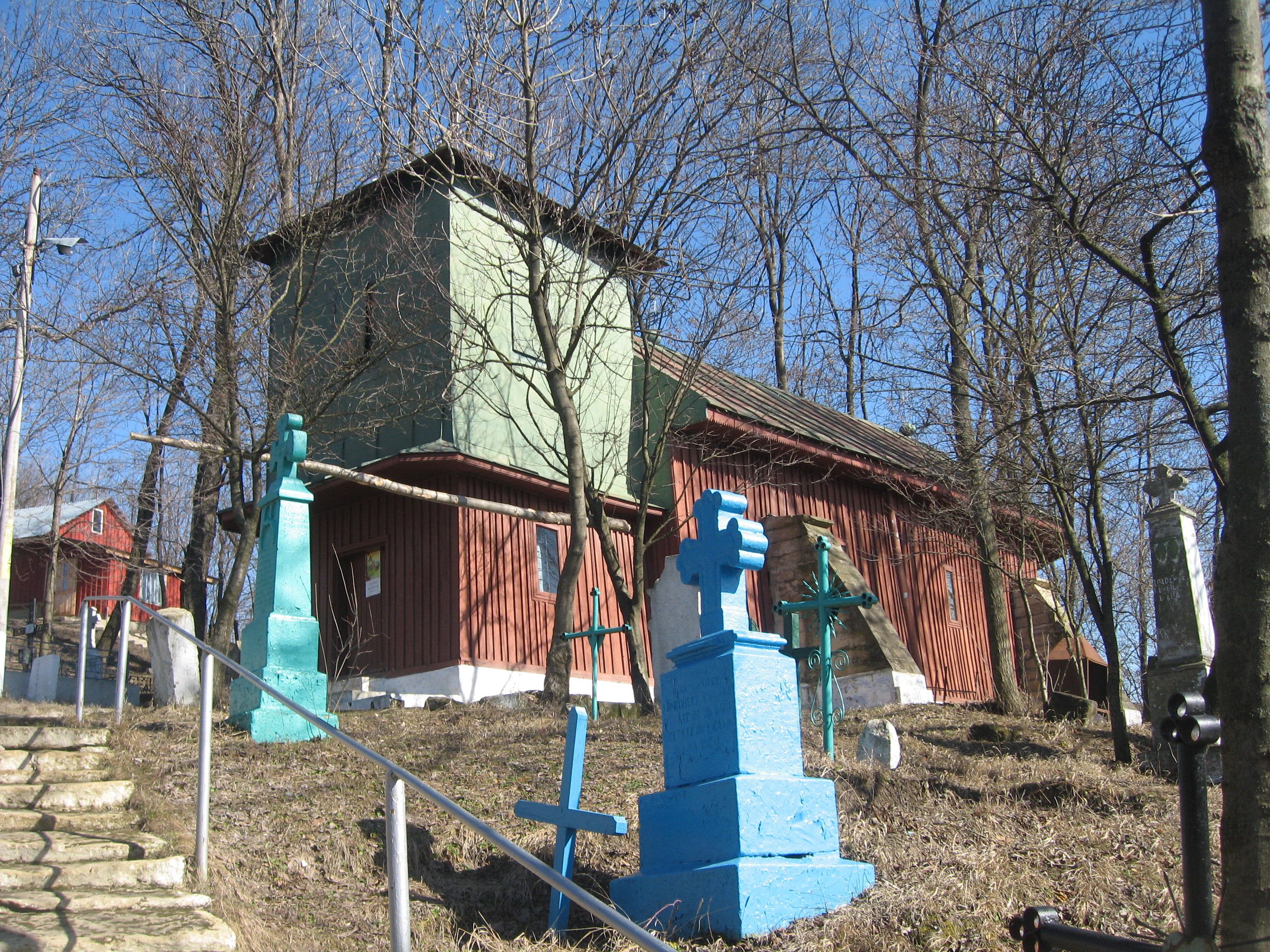
Biserica de lemn văzută de pe scările din cimitir
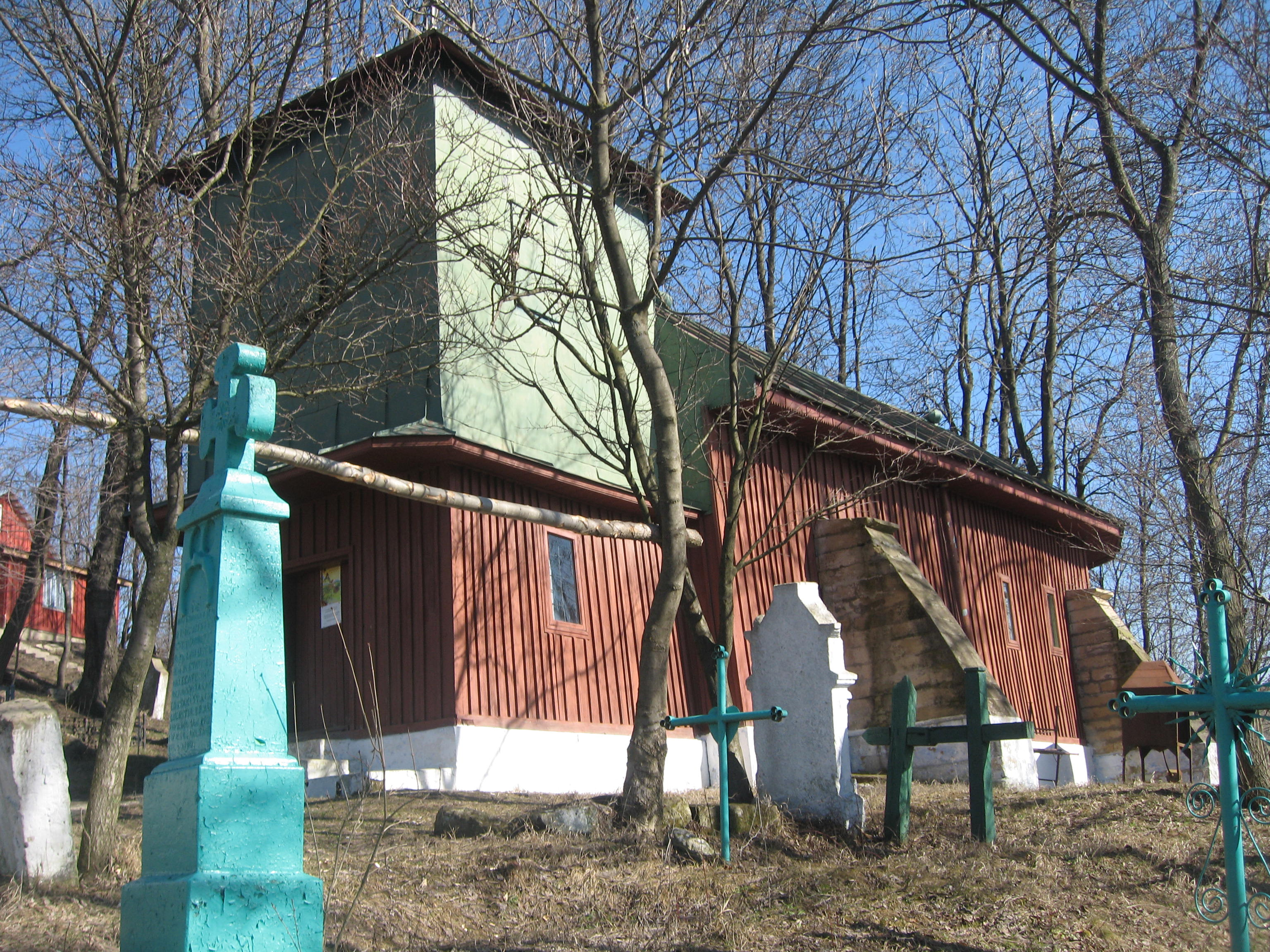
Biserica de lemn văzută de pe latura de sud-vest
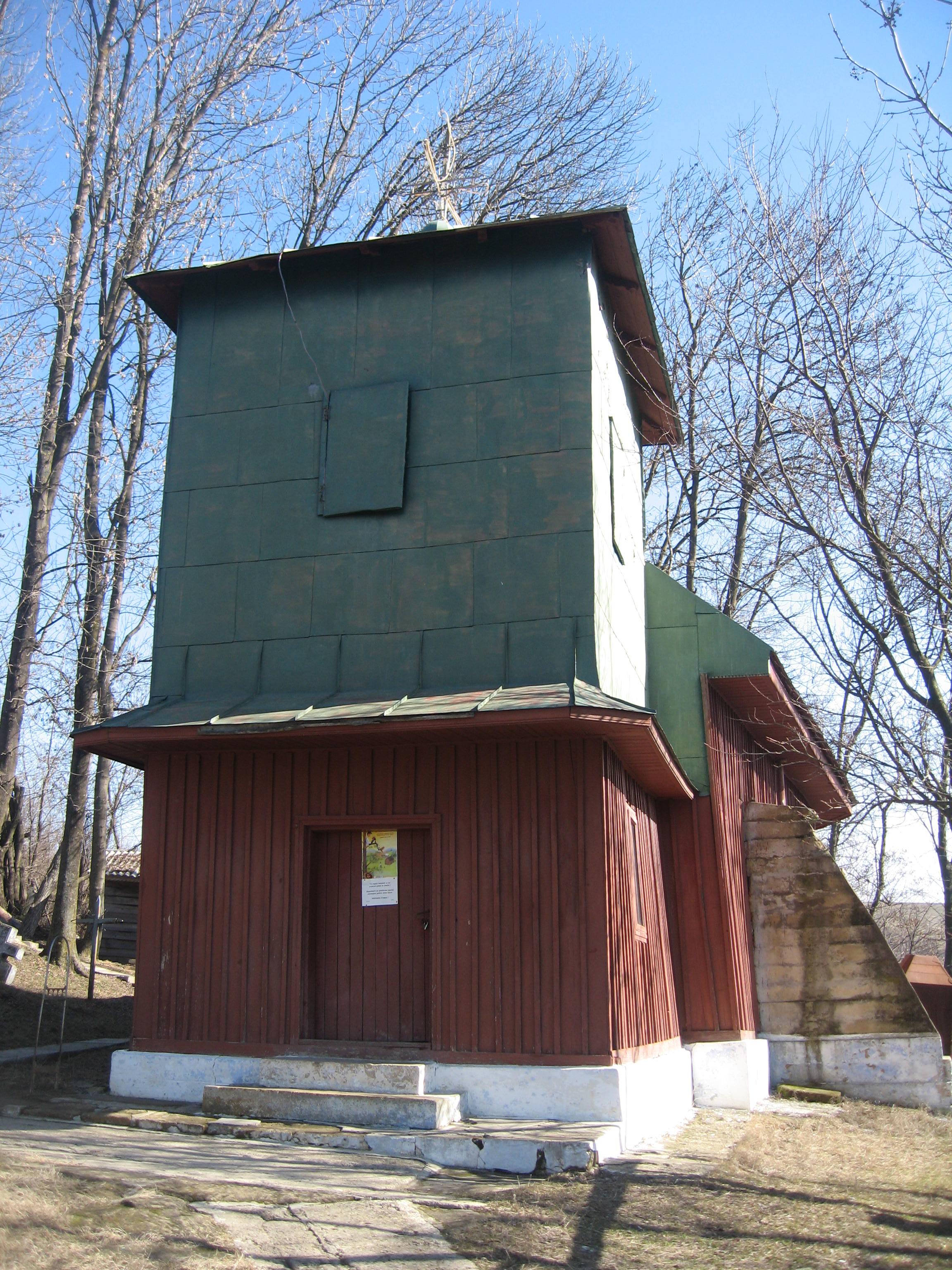
Clopotnița aflată deasupra pridvorului bisericii de lemn
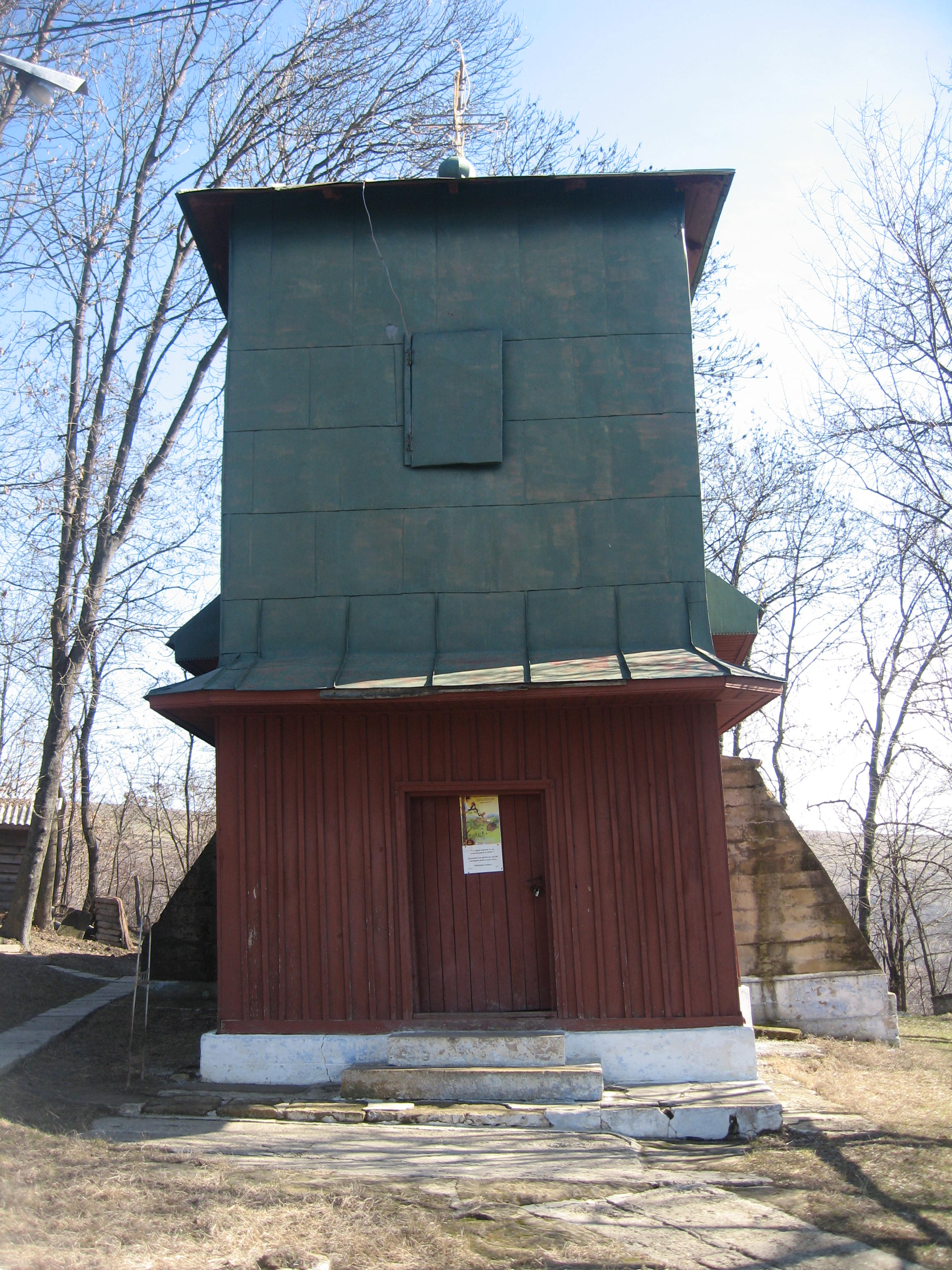
Clopotnița aflată deasupra pridvorului bisericii de lemn
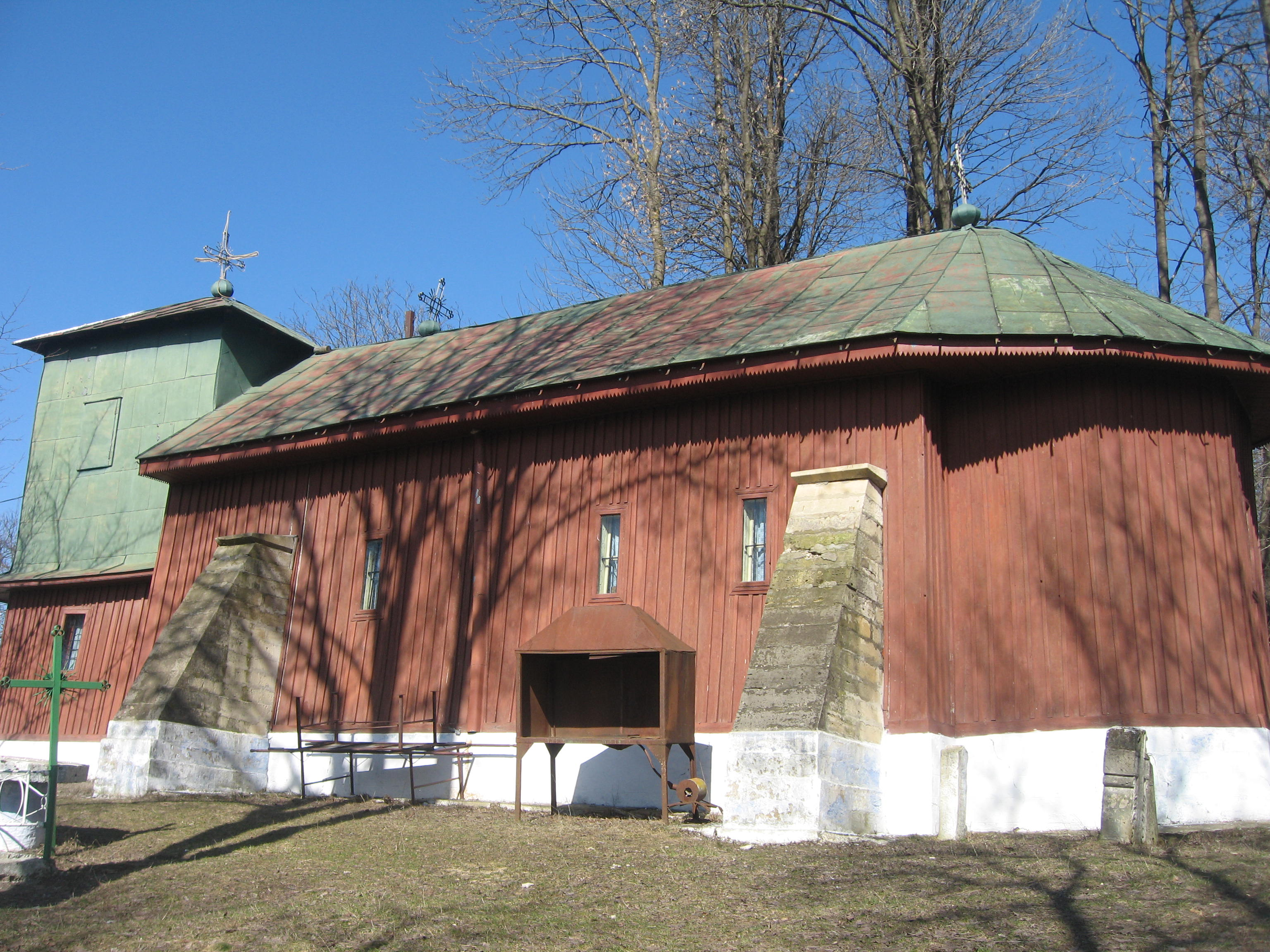
Biserica de lemn văzută de pe latura sudică
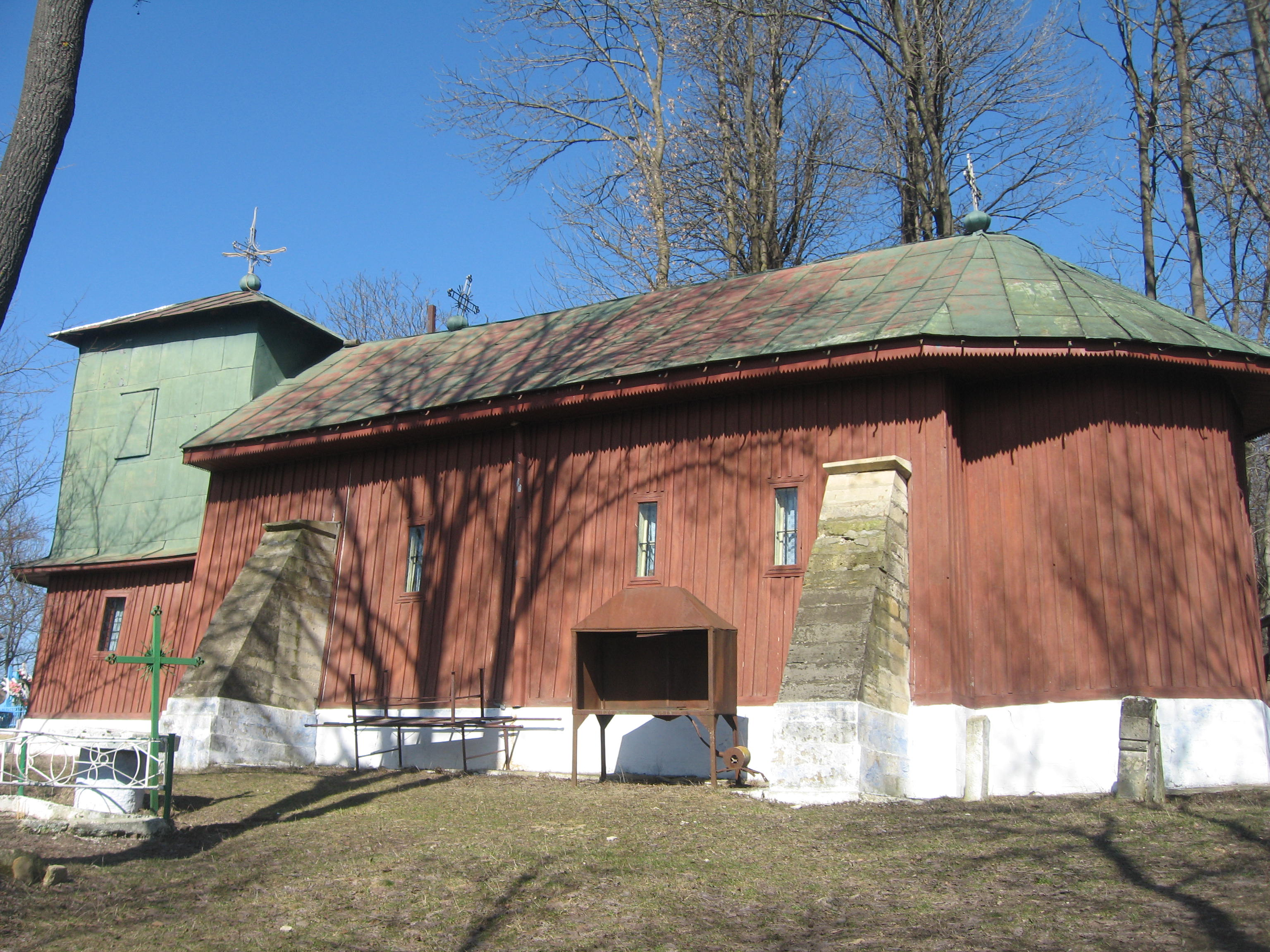
Biserica de lemn văzută de pe latura sudică
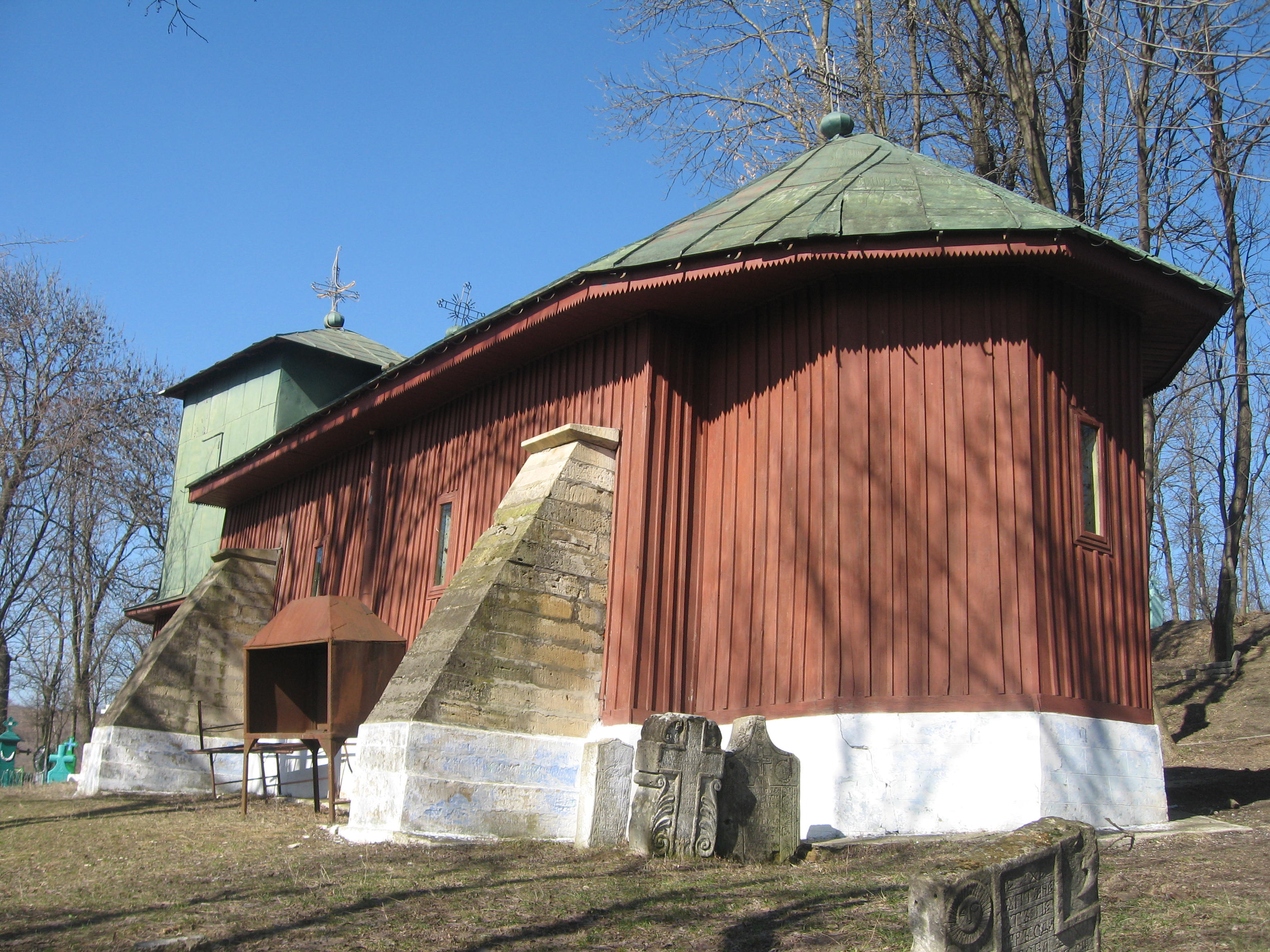
Biserica de lemn văzută de pe latura de sud-est
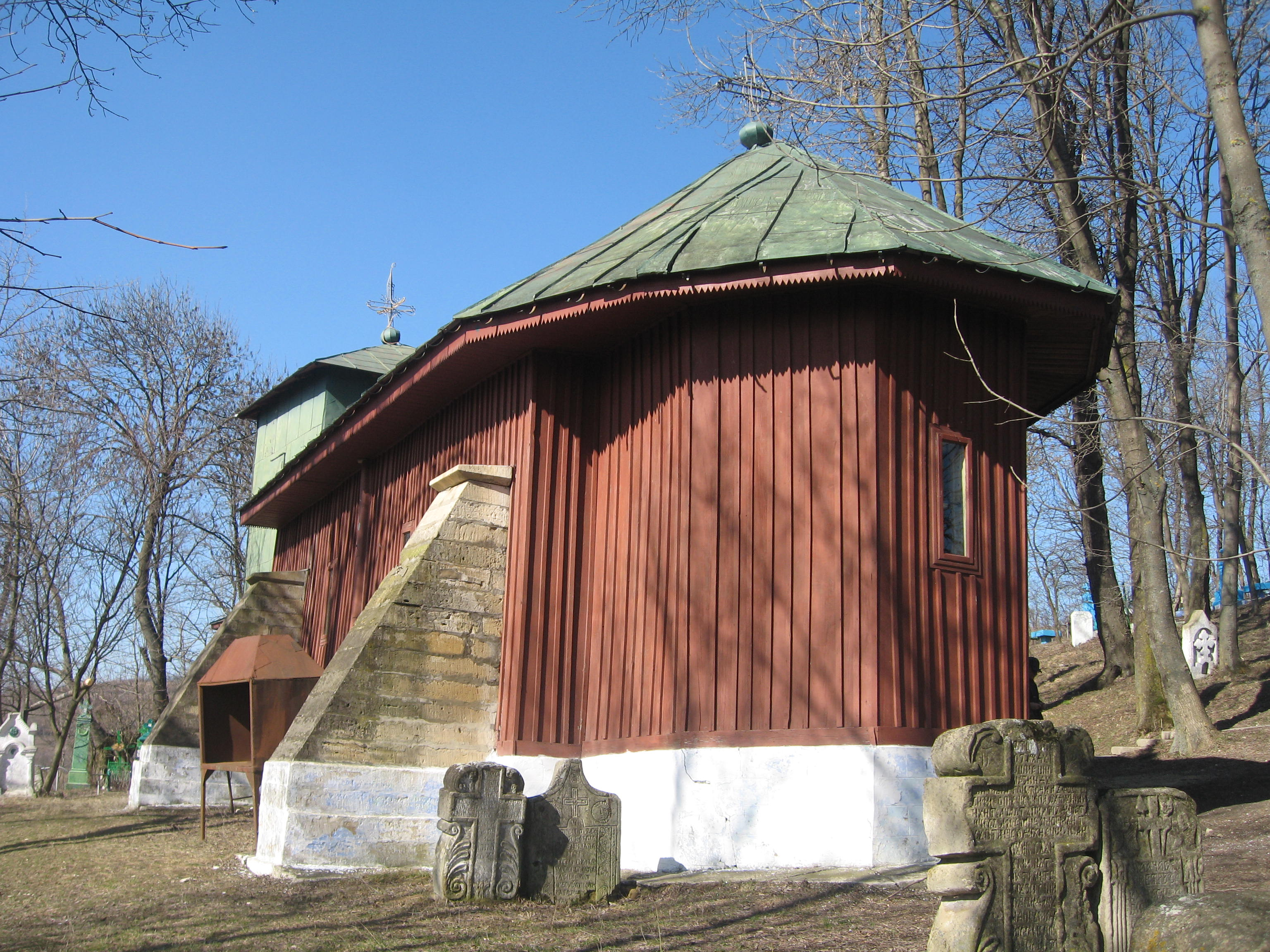
Biserica de lemn văzută dinspre est
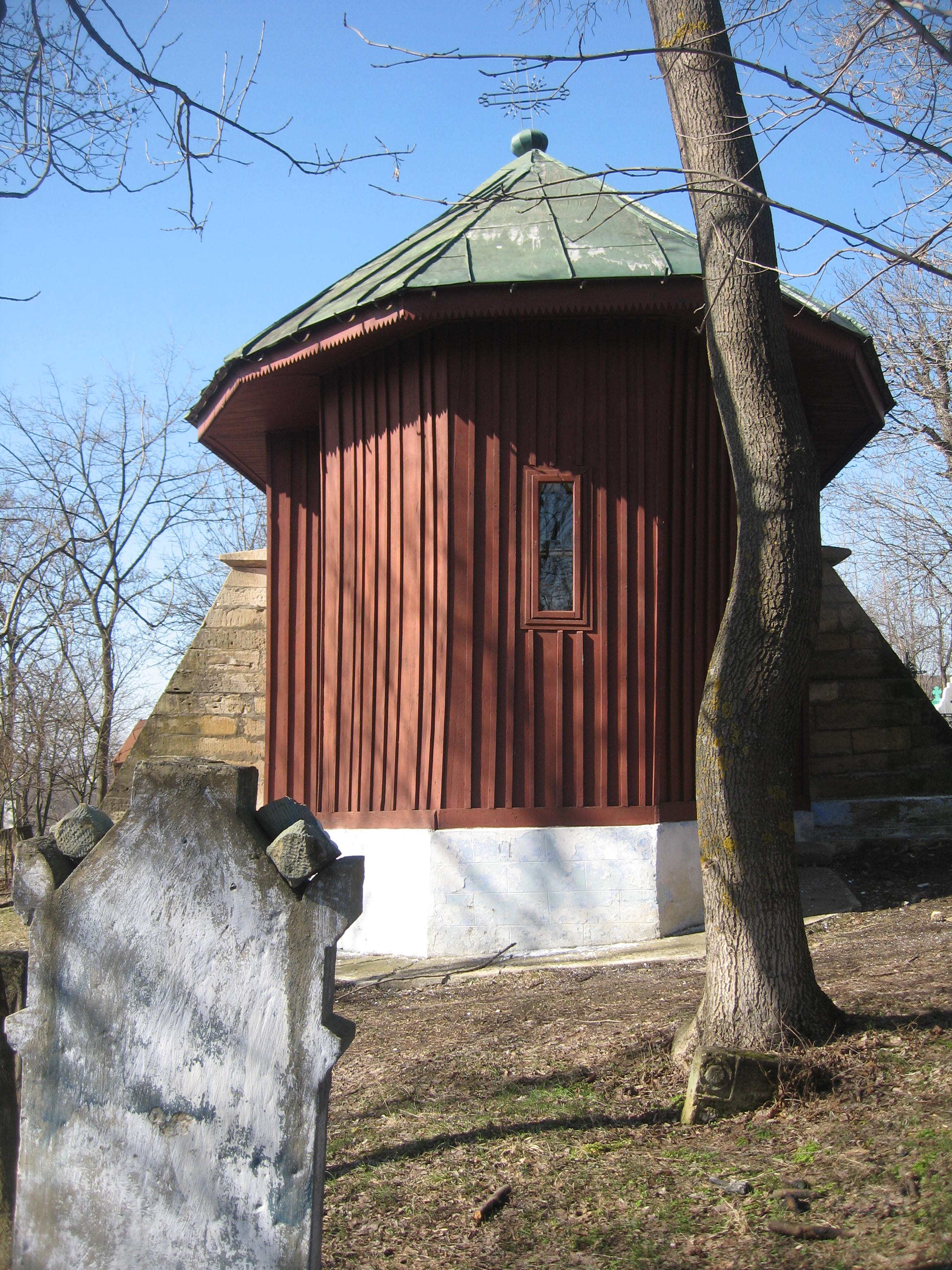
Absida altarului
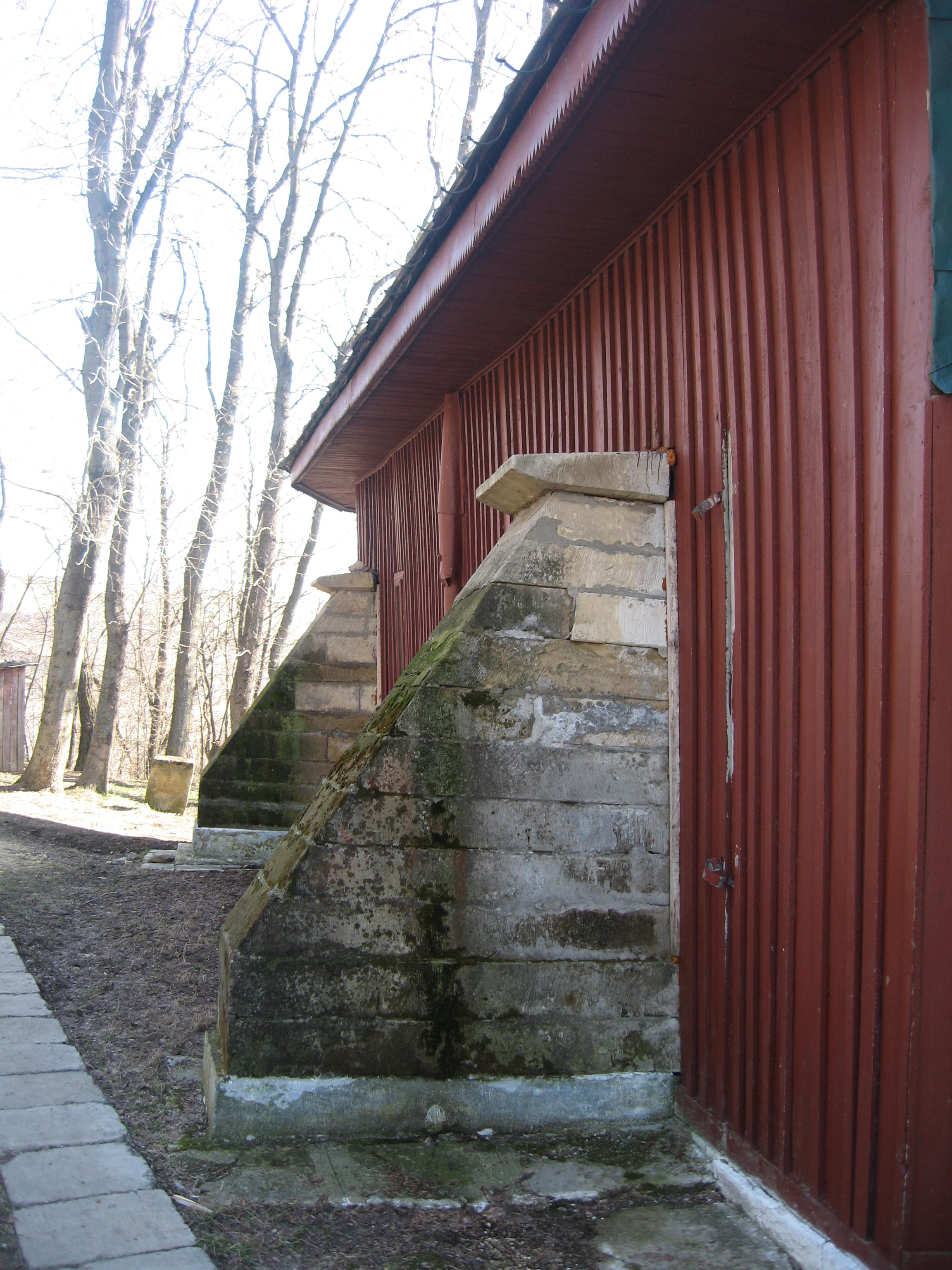
Cele două contraforturi de pe latura nordică
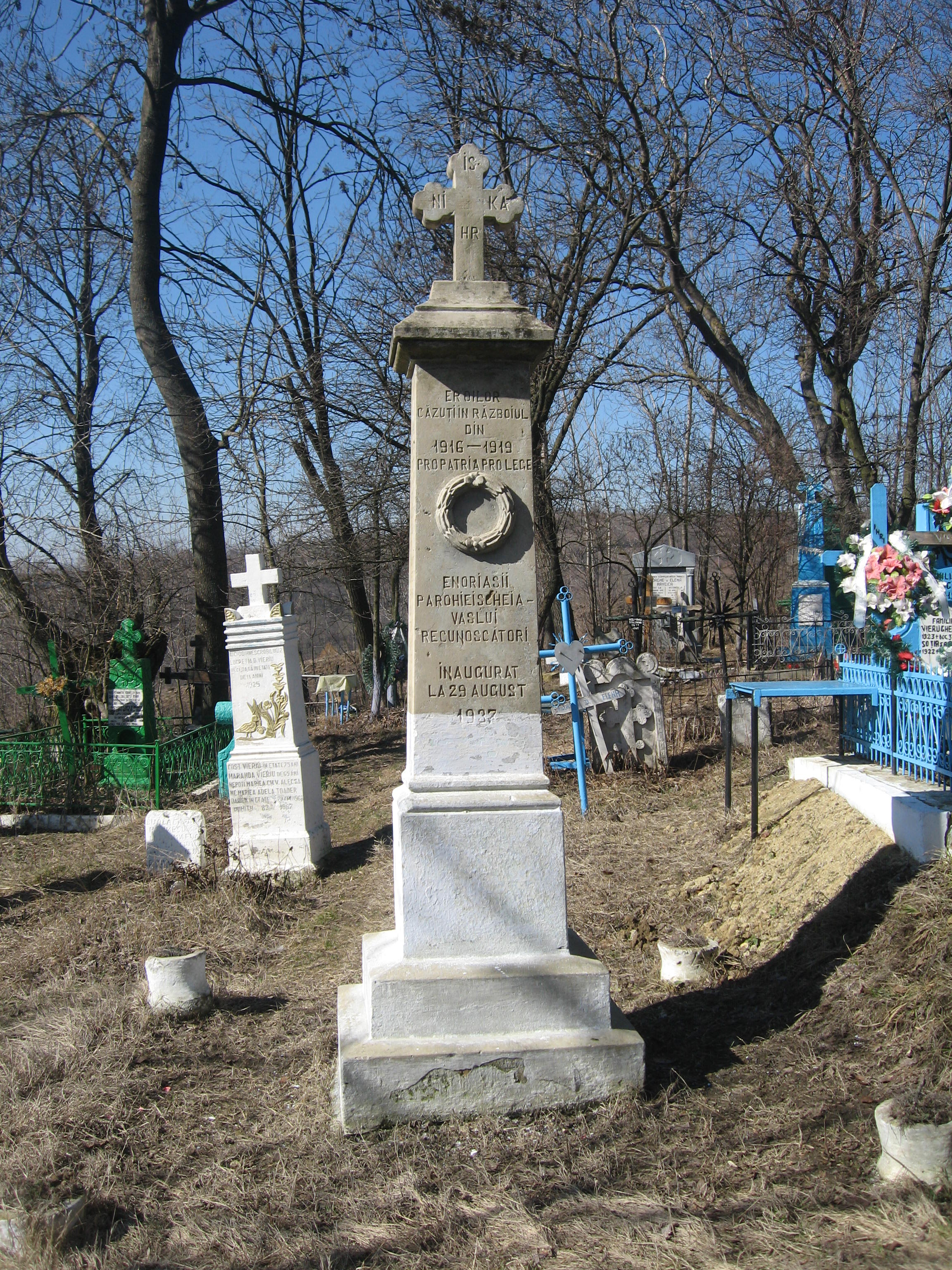
Monumentul eroilor căzuți în războiul din 1916-1919, inaugurat la 29 august 1937
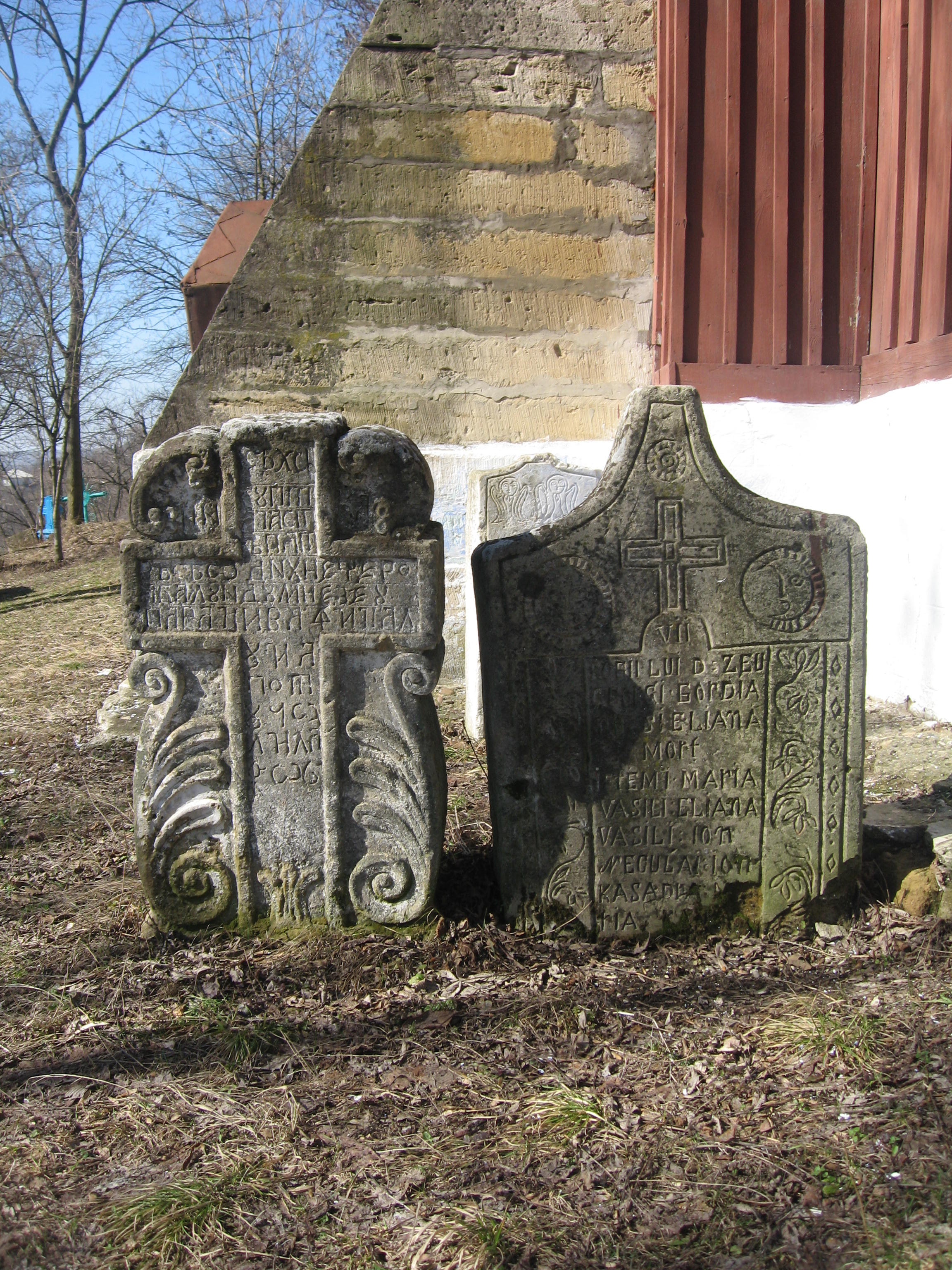
Monumente funerare vechi aflate lângă peretele sud-estic al absidei altarului. Pe prima din ele se distinge inscripția "Supt ac(e)astă piatră să odihnește roaba lui Dumnezeu Para(s)chiva în .... 1806.
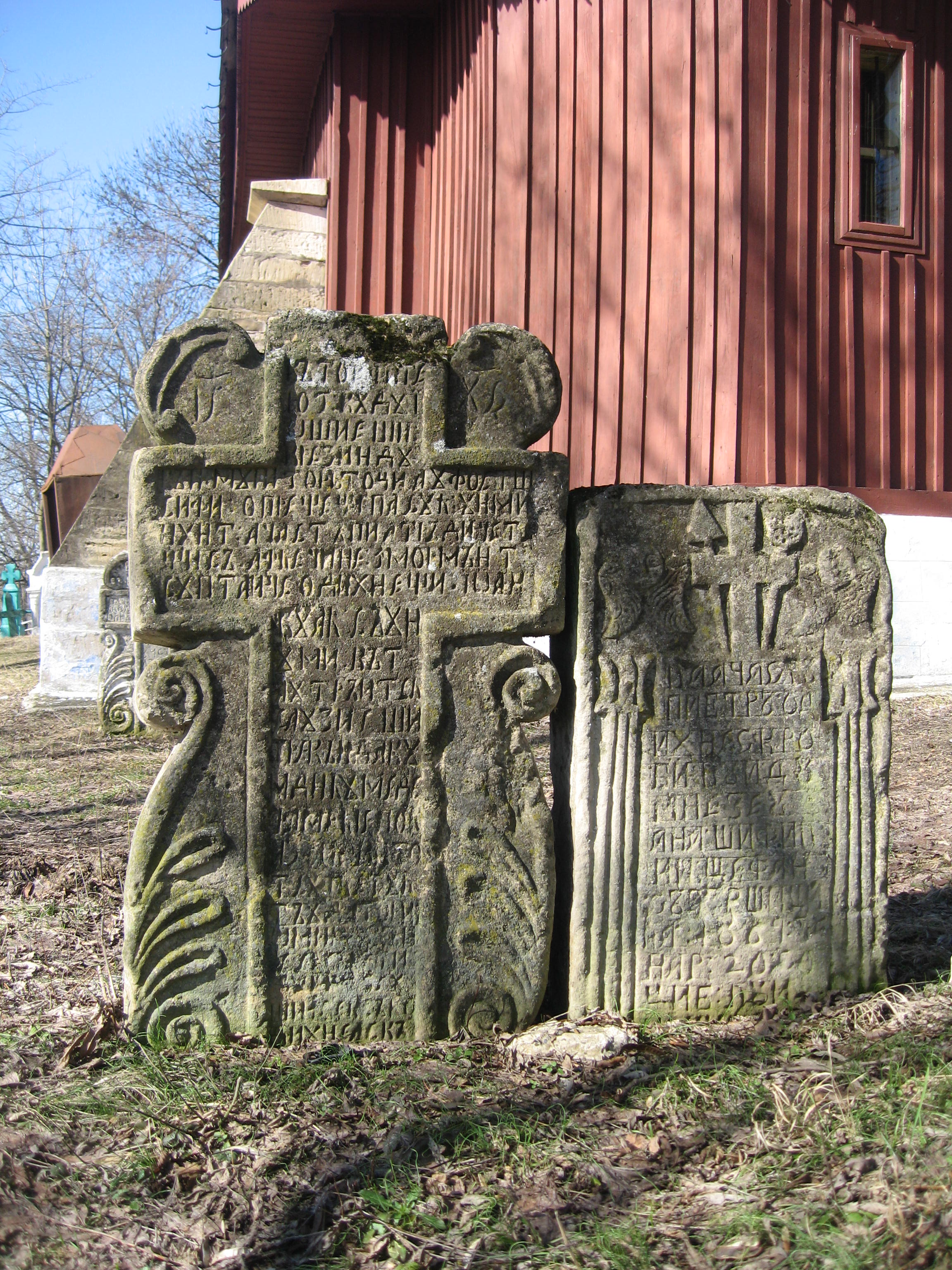
Monumente funerare vechi aflate în apropierea bisericii
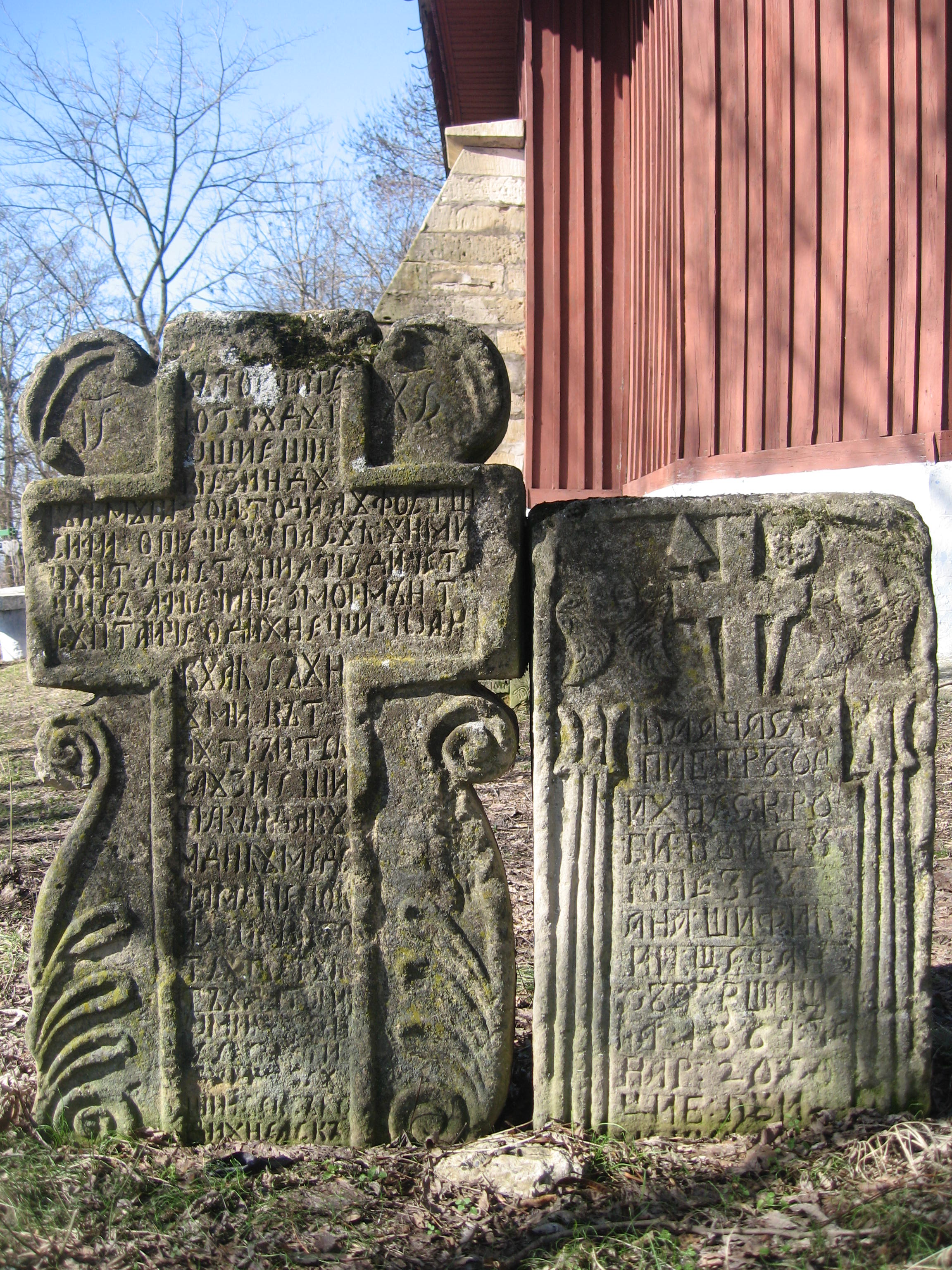
Monumente funerare vechi aflate în apropierea bisericii
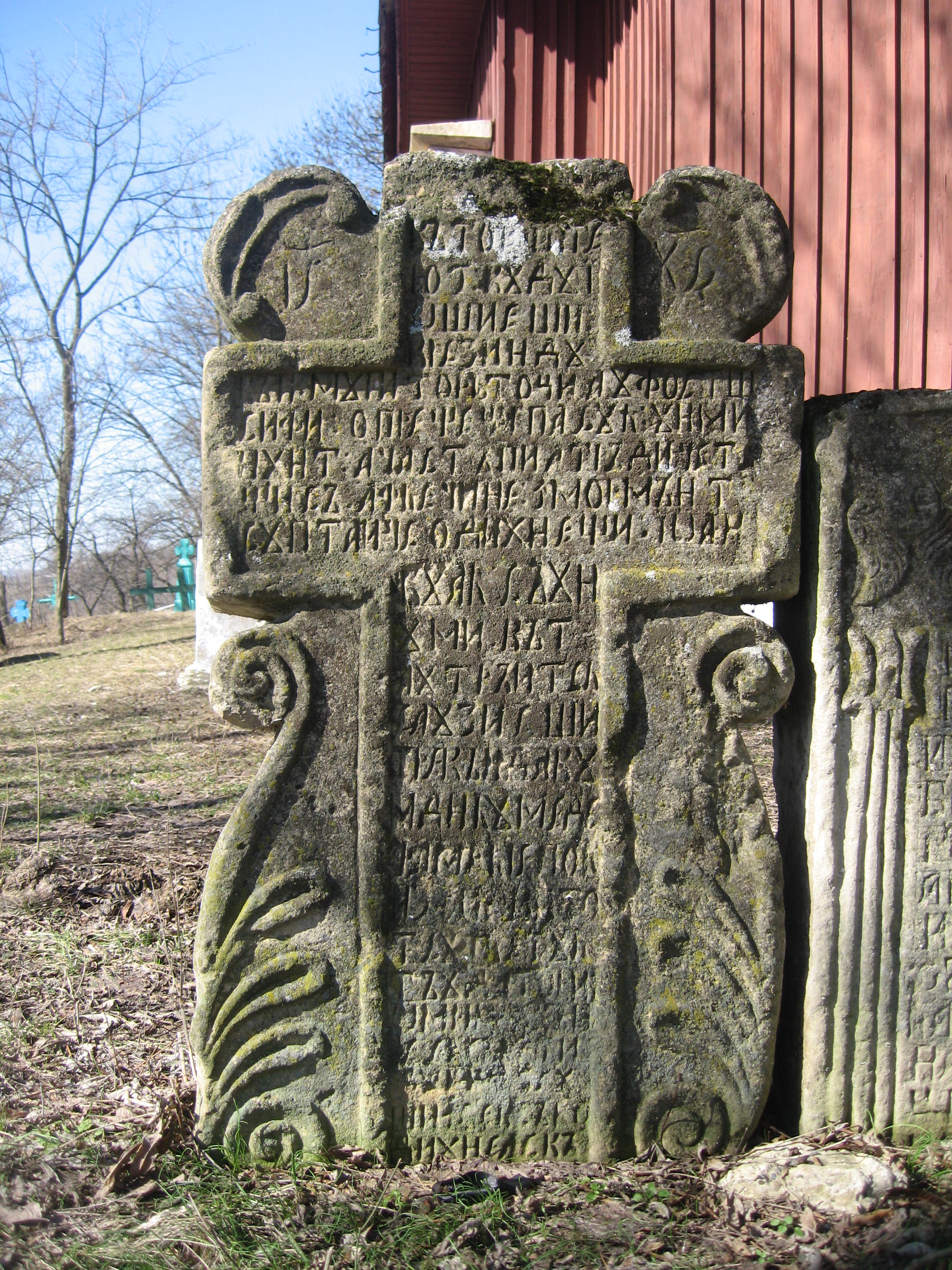
Piatră de mormânt veche lângă zidul bisericii
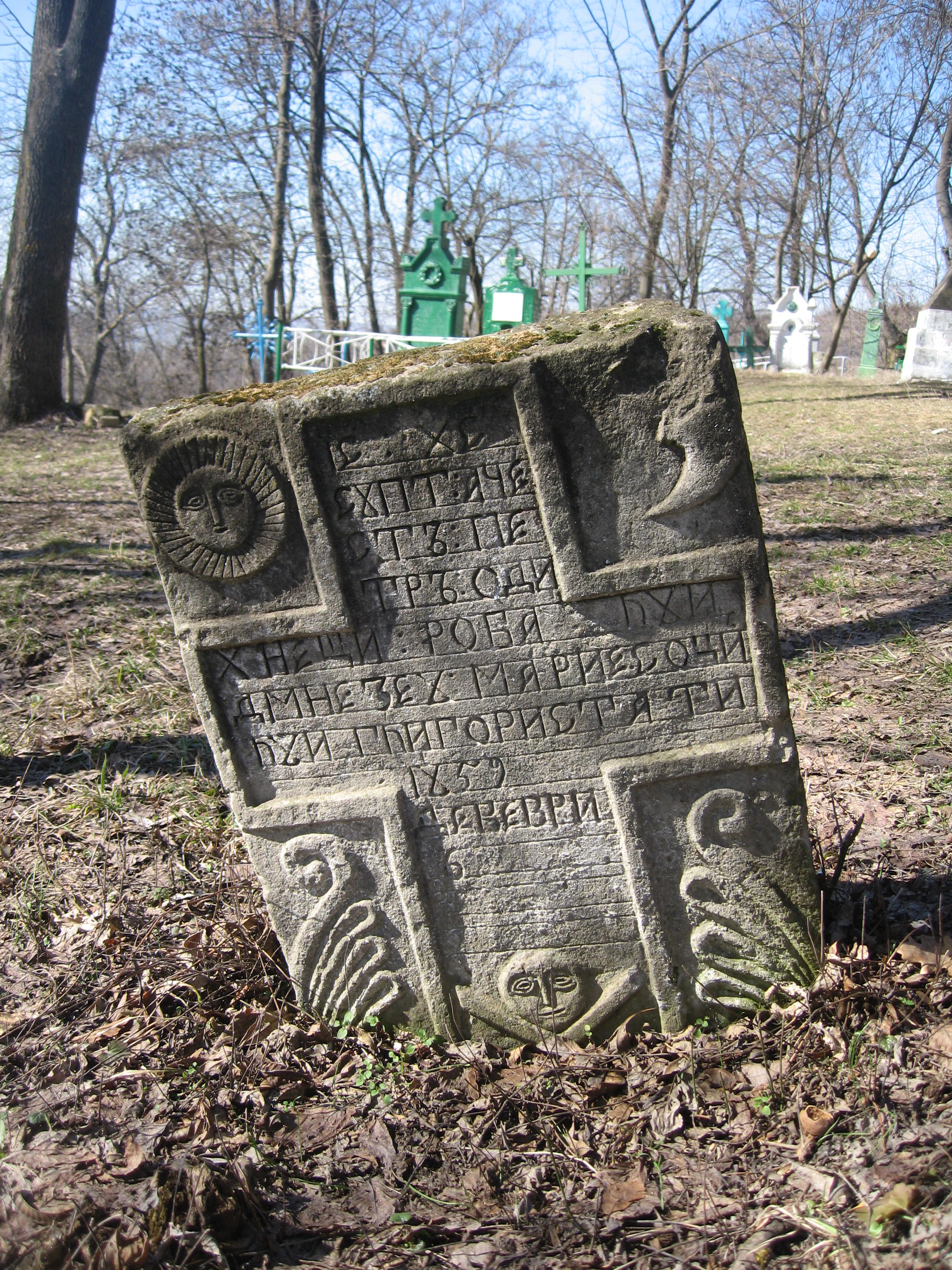
Piatră de mormânt veche lângă zidul bisericii ("Supt acestă petră odihnești roba lui D(u)mnezeu Marie soți(a) lui Gligorie Tati 1859 dece(m)vri 6")
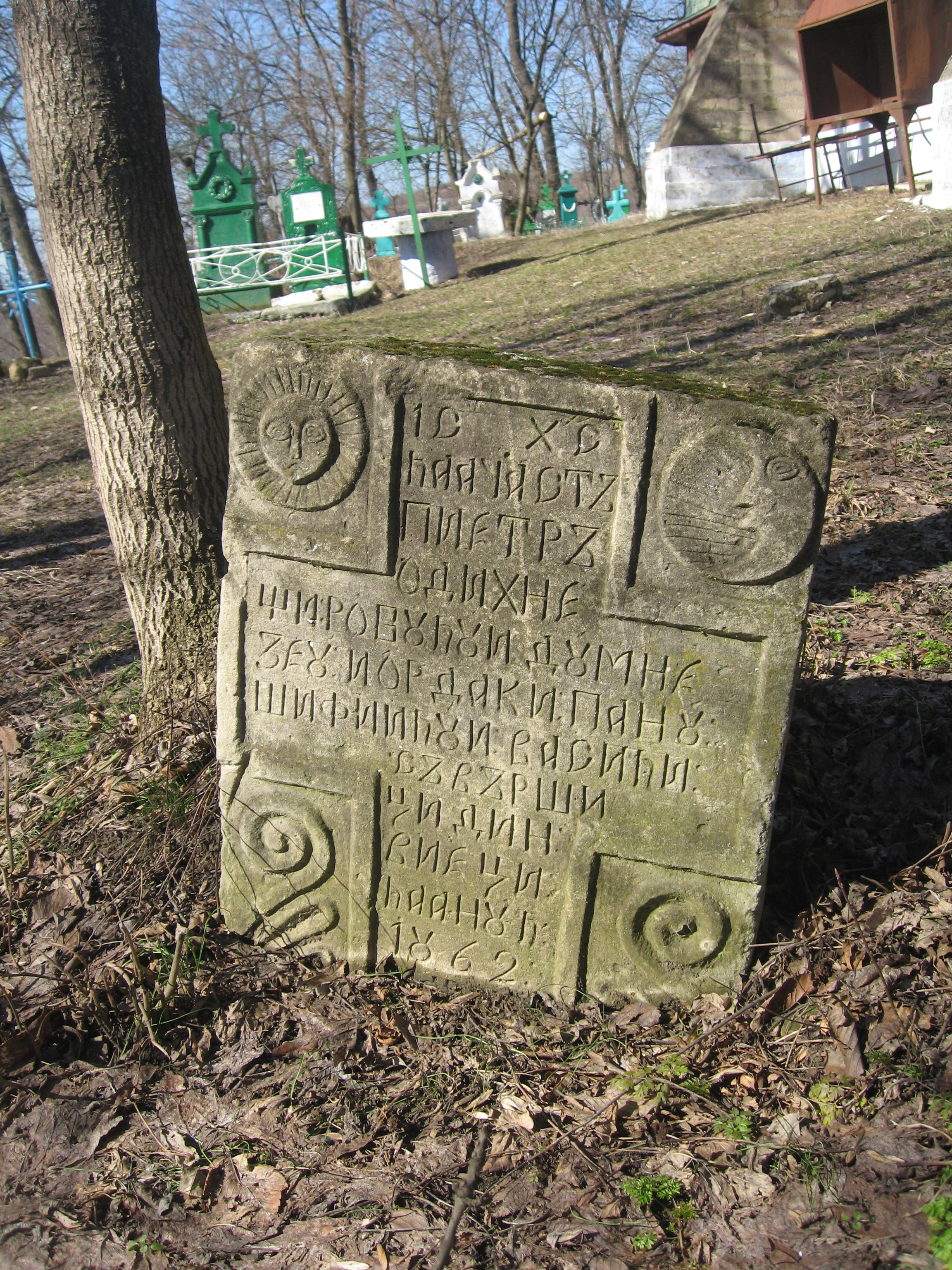
Piatră de mormânt veche lângă zidul bisericii ("La ac(e)astă pietră odihneștii robu lui Dumnezeu Iordachi panu și fii lui Vasili săvărșiți din vieți la anul 1862")
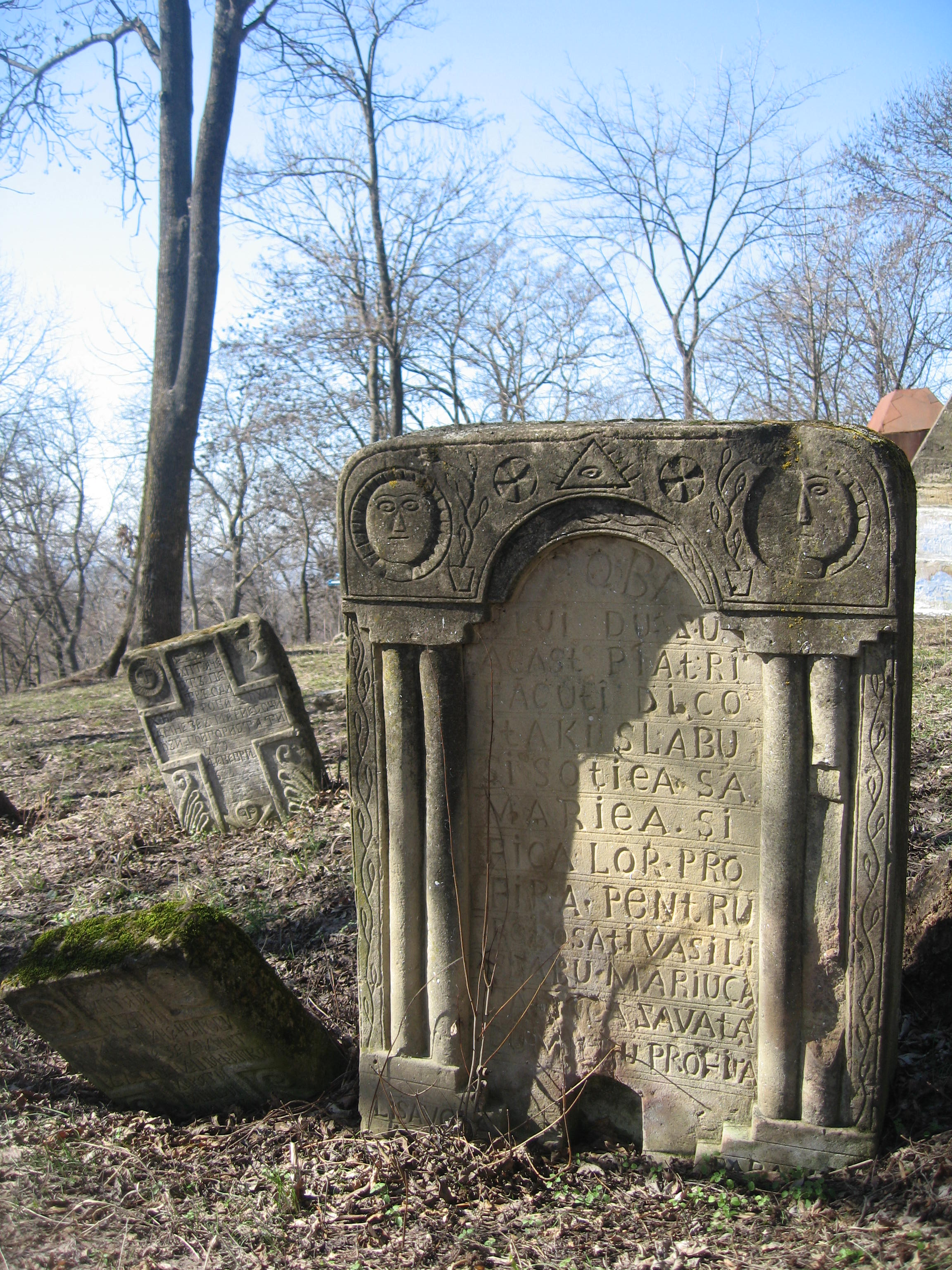
Piatră de mormânt veche lângă zidul bisericii